# NV Ingenieurskantoor voor Scheepsbouw
NV Ingenieurskantoor voor Scheepsbouw (holandés: Oficina de ingenieros para la construcción naval), generalmente abreviada como IvS, y/o Inkavos era una empresa de ingeniería naval nominalmente holandesa y en cierto modo ficticia establecida en La Haya después de la Primera Guerra Mundial con el fin de mantener y desarrollar - con el secreto beneplácito de la Reichsmarine de la República de Weimar - el conocimiento, estudio y desarrollo de los futuros submarinos alemanes y de ese modo poder soslayar las prohibiciones establecidas sobre los submarinos en el artículo 191 del Tratado de Versalles. 
La compañía diseñó varios tipos de submarinos para países de pago, incluido el submarino soviético de Clase S, basado en el E-1 que puede considerarse uno de los prototipos, junto a los dos tipos finlandeses de los U-boote alemanes Tipo IA, Tipo II y Tipo VIIA.
Esta firma de ingeniería estaba financiada por los importantes consorcios de astilleros Germaniawerft donde se construyeron los primeros submarinos alemanes. Allí, el ingeniero de construcción naval y diseñador de submarinos  Dr. Hans Techel y un equipo de experimentados diseñadores e ingenieros construyeron muchos submarinos durante la Primera Guerra Mundial y AG Wesser, líder del grupo Deutsche Schiff- und Maschinenbau (Deschimag). La mayoría de los trabajos de diseño se llevó a cabo en las instalaciones de estas empresas en Alemania para posteriormente ser canalizadas por IvS.
```
en
```

## Historia, antecedentes
En el momento de la fundación de IvS, el gobierno de la República de Weimar estaba obligado mediante el tratado firmado a acatar como resultado del Armisticio del 11 de noviembre de 1918; entre otras muchas cláusulas, (Parte V: Cláusulas militares, navales y aéreas - artículos 159 al 213) y en concreto  el Artº 191, prohibía la construcción y tenencia de submarinos y asimismo exigía que todos los submarinos alemanes fueran eliminados mediante desguace y/o se entregarán a otras naciones vencedoras en el conflicto. A consecuencia de ello, la nueva Reichsmarine alemana fue privada de la totalidad de sus otrora eficaces Unterseeboot. Es por ello, que el gobierno alemán compró o participó en la mayor cantidad posible de empresas dedicadas a la producción militar en el extranjero donde las empresas alemanas producían entonces bajo seudónimos. El Almirantazgo apoyó a estos establecimientos extranjeros con personal y compromisos para pedidos futuros del lado alemán ya que la investigación llevada a cabo por las empresas alemanas recibió el apoyo clandestino de la Reichsmarine.
Hasta 1934, INKAVOS realizó principalmente trabajos en nombre del Comando Naval Alemán para diseñar submarinos adecuados para Alemania y luego construirlos y probarlos en el extranjero. por lo que para paliar estas restricciones se constituyó IvS.
Fundada en julio de 1922 con un capital social de 12 000 guilders, puestos a partes iguales y ubicada en el antiguo centro de La Haya; el trabajo realizado por la empresa fue un importante factor en la fundación de la nueva Kriegsmarine y su desarrollo, aún antes de la Segunda Guerra Mundial. IvS  proveyó las bases para la creación de una masiva e increíblemente fuerte fuerza submarina que Alemania desarrolló para su uso en la Segunda Guerra Mundial.
Los contratos se redactaron de tal manera que los empleados de IvS (muchos de los cuales eran ex personal de la Kaiserliche Marine y la Reichsmarine ) participaron en la capacitación y selección de las tripulaciones, y también se les permitió participar en las pruebas de servicio submarino. Con ello, los alemanes, que en ese momento tenían estrictamente restringidos el uso de submarinos por sí mismos, obtuvieron unos valiosos conocimientos de primera mano de cómo operaban sus prototipos en la práctica.
La tarea original de IvS era:
- Realizar el seguimiento de los desarrollos de submarinos para marinas extranjeras.
- Investigación en el campo de la construcción de buques de guerra y especialmente en la producción de submarinos.
- La licitación de contratos de construcción extranjeros en astilleros adecuados fuera de Alemania, junto con ...
- Supervisión de la construcción, para poder probar los trabajos de investigación en la práctica.
- Comercialización de la investigación mediante la venta de diseños.

## Diseño y ventas de submarinos[3]
TURQUÍA

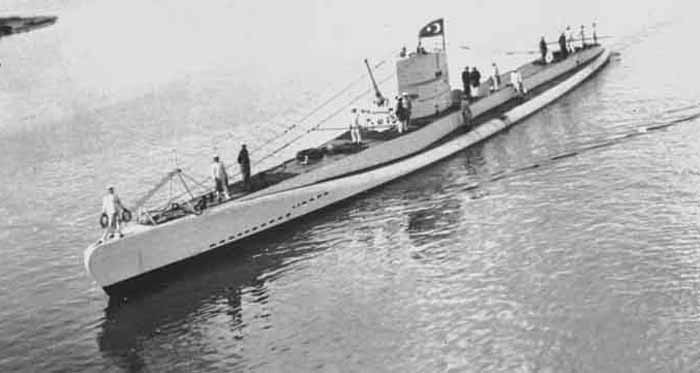
Submarino TCG Birinci İnönü, 1928

IvS diseñó por primera vez dos submarinos Algemeen Plan submersible 520 ton, Pu 46h  basados en el Tipo UB III usados por la Kaiserliche Marine durante la Primera Guerra Mundial. Ambos fueron construidos en 1927 por los astilleros Wilton-Fijenoord (WF) en Rotterdam y vendidos a a la Armada Otomana en 1928 como TCG Birinci İnönü e İkinci İnönü.
Estos dos encargos fueron seguidos por el Submarino E-1 construido en 1930 por el astillero Echevarrieta y Larrinaga de Cádiz, España, inicialmente para la Armada Española, pero sobre todo como un prototipo del que más tarde derivó el U-boat Tipo IA. Sin embargo, el gobierno español por razones políticas y también después de algunas variopintas especulaciones de índole monetaria, no del todo aclaradas (existen varias hipótesis) perdió interés en el E-1, y en 1935 como TCG Gür acabó siendo vendido a Turquía.
De nuevo, en 1936, se encargaron cuatro submarinos a Germaniawerft . El diseño fue una modificación del Tipo IX para adaptarse a los requisitos turcos. Dos de ellos se iban a construir en Alemania y dos en Turquía. El contrato firmado por el viceministro de Defensa general Kazım Özalp por el lado turco y por Ferrostahl AG y NV Ingenieurskantoor Voor Scheepsbouw representando los intereses alemanes. En el contrato se especificaba que, la mano de obra utilizada para la construcción de los dos últimos submarinos en los astilleros de la base naval de Gölcük, Estambul debía consistir en un 75% de trabajadores turcos; la utilizada para montar los dispositivos y equipos tenía que ser el 30% realizada por operarios turcos.
Los nombres de los cuatro submarinos fueron decididos por el presidente Mustafa Kemal Atatürk: Saldiray, Batiray, Atilay y Yildiray. Solo tres unidades sirvieron con la Armada Otomana, el Batiray fue retenido por la Kriegmarine al estallar la guerra como UA.
URSS

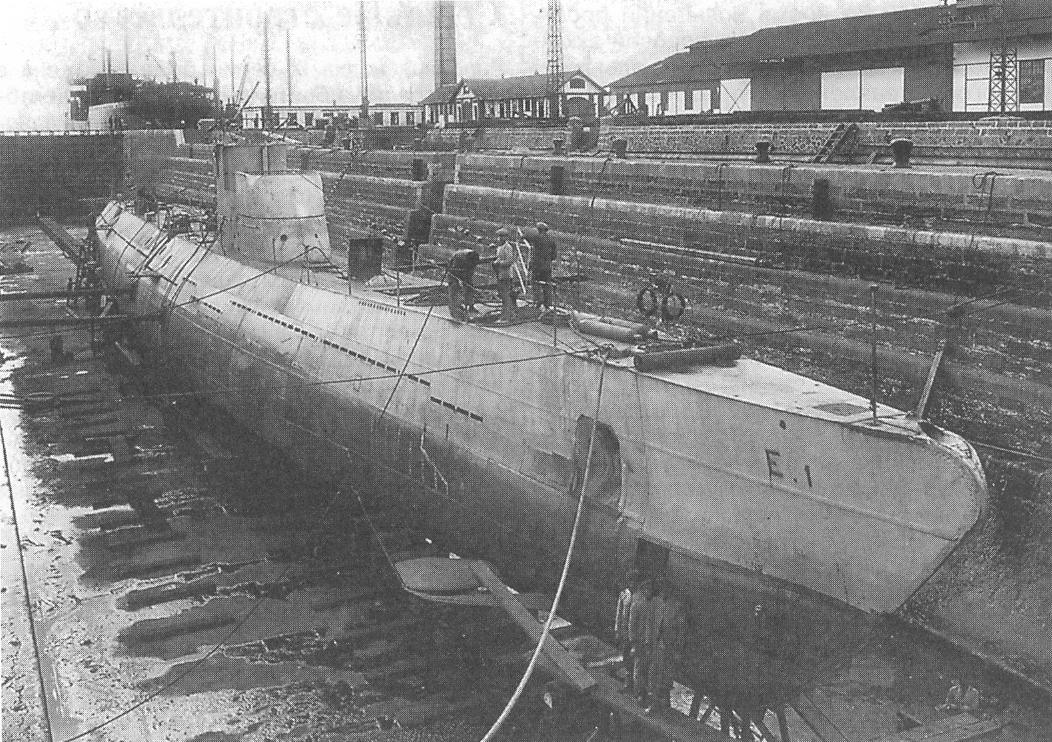
Submarino E-1, 1931

El E-1 construido en España también atrajo la atención de la Armada Soviética; ingenieros soviéticos, entre otros, visitaron el astillero en 1932 y, en general, quedaron satisfechos con el diseño, aunque sugirieron varias modificaciones y mejoras a la espera de una futura producción local. Otro grupo de ingenieros se desplazó en 1933 a las oficinas de IvS en La Haya, así como a las del consorcio de astilleros Deutsche Schiff- und Maschinenbau (Deschimag) en Bremen, y asistió a las pruebas finales del barco realizadas en el puerto de Cartagena. Con modificaciones significativas, el diseño del E-1 se convirtió en el Proyecto E-2. La construcción de los dos primeros prototipos comenzó en diciembre de 1934 en los Astilleros del Báltico (Baltiyskiy zavod) en Leningrado utilizando motores diésel (MAN) y baterías eléctricas alemanes. Fueron seguidos de un tercer prototipo en abril de 1935; con más modificaciones para utilizar equipos soviéticos menos costosos y sofisticados; la producción de los finalmente 41 submarinos Clase S soviéticos comenzó en 1936. Los barcos de esta clase fueron los que lograron más éxitos y las victorias más significativas (en todos los sentidos) entre todos los submarinos soviéticos. En 1945 el submarino soviético S-13 en sucesivas patrullas por el mar Báltico, fue el tristemente responsable del hundimiento del antiguo trasatlántico convertido en Lazarettschiff D (buque hospital) alemán Wilhelm Gustloff y el transporte de tropas General von Steuben con una enorme pérdida de vidas.
FINLANDIA

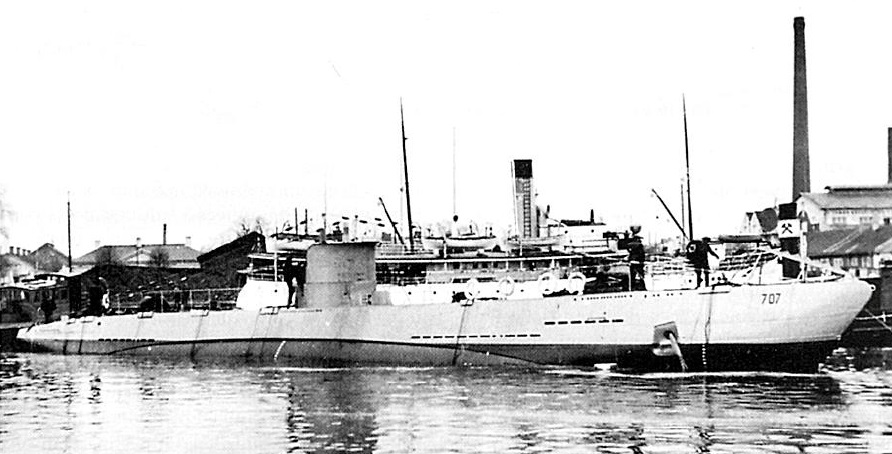
Crichton-Vulcan, Submarino CV-707

De 1927 a 1933 los astilleros finlandeses Crichton-Vulcan en Turku construyeron cuatro submarinos diseñados por IvS. Uno de ellos, un pequeño submarino costero de 250/300 t el CV 707 (más tarde  Vesikko en la armada finlandesa), de donde se tomaron las características de los futuros Tipo I y VII  alemanes, mientras que tres submarinos de mayor tamaño 493/716 t de la Clase Vetehinen sirvieron como prototipos para el Tipo II; un quinto diseño de IvS fue el pequeño (114/116 t) Saukko, construido en Helsinki por el astillero Hietahlati Oy, y originalmente planeado para ser desplegado en el lago Ladoga.
En 1928 se recibió un pedido de la Armada finlandesa de diseños para dos Panssarilaiva buques de defensa costera de 3 900 t. Fueron botados en 1929 y 1931 Crichton-Vulkan y puestos en servicio en 1932 y 1934 como Väinämöinen y Ilmarinen.
RUMANIA

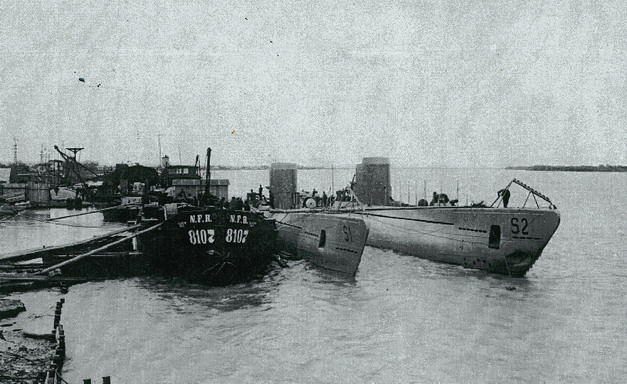
Submarinos rumanos Rechinul (S-1) y Marsuinul (S-2)

También en 1937 la Marina Real rumana se interesó por los diseños de IvS; en concreto, los submarinos Clase Vetehinen desarrollados para la armada finlandesa. Se compró el diseño mejorado para dos unidades, de submarino costero con uno de ellos con equipo de minador que, serían construidos bajo licencia en los astilleros Şantierul naval Galaţi en Galati a orillas del Danubio. Buques mejorados con respecto a diseños anteriores; estaban cerca de los submarinos alemanes del Tipo VII, con dimensiones más pequeñas. El submarino S-2, más tarde nombrado Marsuinul (Marsopa) de 620 t y el minador (S-1)Rechinul (Tiburón) de 585 t; eran buques en si muy parecidos en motores y en la mayoría de los equipos (alemanes); fueron puestos en grada en 1938 y se botaron en 1941.
SUECIA

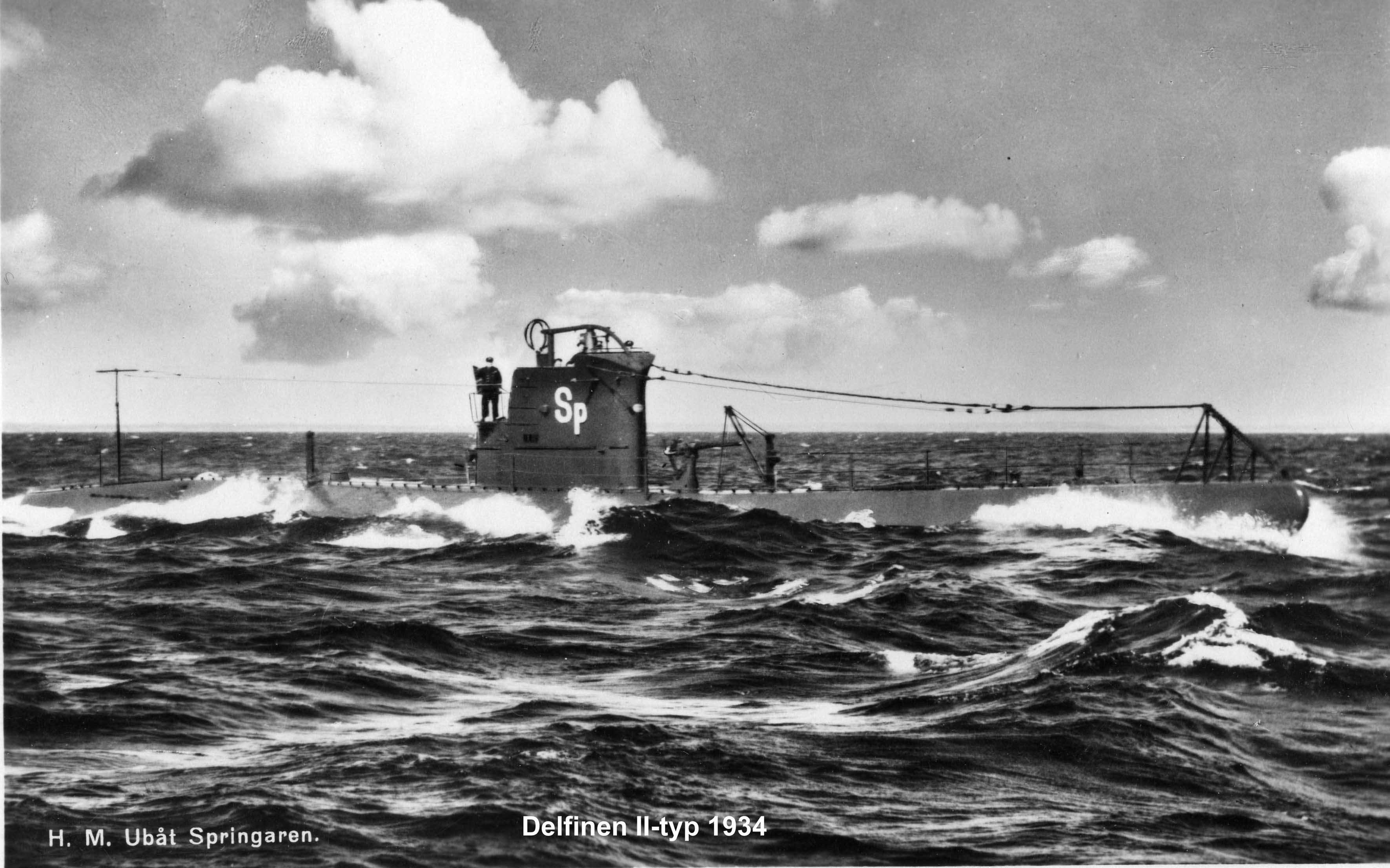
HSwMS Springaren en 1935

En 1933 se iniciaron los planes para la construcción de tres submarinos minadores de doble casco con motores diesel - eléctricos de 540/720 toneladas y 63 m de eslora que fueron construidos bajo licencia en los astilleros Kockums Mekaniska Verkstad en Malmö y puestos en servicio entre 1934 y 1935 con los nombres Delfinen, Nordkaaren y Springaren. En ellos, se utilizó el sistema francés de fondeo de minas Normand-Fenaux.
IvS / Inkavos presentó diversos proyectos de submarinos de diversos tonelajes y medidas a requerimiento de las armadas de Argentina, Brasil, Chile, China y Noruega.

## Últimos proyectos
En 1933 se estableció en Kiel irónicamente bajo el título de Unterseebootsabwehrschule "(Escuela de Defensa Submarina)" para la formación de las tripulaciones de Unterseeboot (U-Boot). El programa suponía el suministro de una pequeña flotilla de ocho submarinos de 500 toneladas. Este número se dobló posteriormente hasta dieciséis.
Más tarde, Alemania llevó a cabo planes para sentar las bases de una marina moderna; los diseños proyectados para los submarinos que debían componer esta marina fueron denominados como "Buques Experimentales de Motor". La empresa de construcción naval Deutsche Werke en Kiel fue elegida para construir los nuevos buques y se realizaron planes y preparativos para la construcción de una futura nueva base de submarinos que tendría que construirse en Kiel-Dietrichsdorf. Sus componentes materiales fueron reunidos clandestinamente para ser utilizados cuando se diera la orden de iniciar la producción. El programa preveía la construcción de los siguientes tipos de submarinos:
- 1934: dos grandes de 800 toneladas y dos de 250 t.
- 1935: cuatro barcos pequeños de 250 t.
- 1936: dos de 800 t y seis de 250 t.
- 1937: dos de 800 t y seis de 250 t.